# 胡明发
胡明发，中华人民共和国政治人物、全国脱贫攻坚先进个人。

## 生平
胡明发任沅陵县凉水井镇小枫溪村驻村工作队队长兼第一书记，沅陵县财政事务中心三级主任科员。因在脱贫攻坚战中作出突出贡献，2021年2月25日全国脱贫攻坚总结表彰大会上，胡明发被授予“全国脱贫攻坚先进个人”。